# Pachnoda sinuata
Espèce

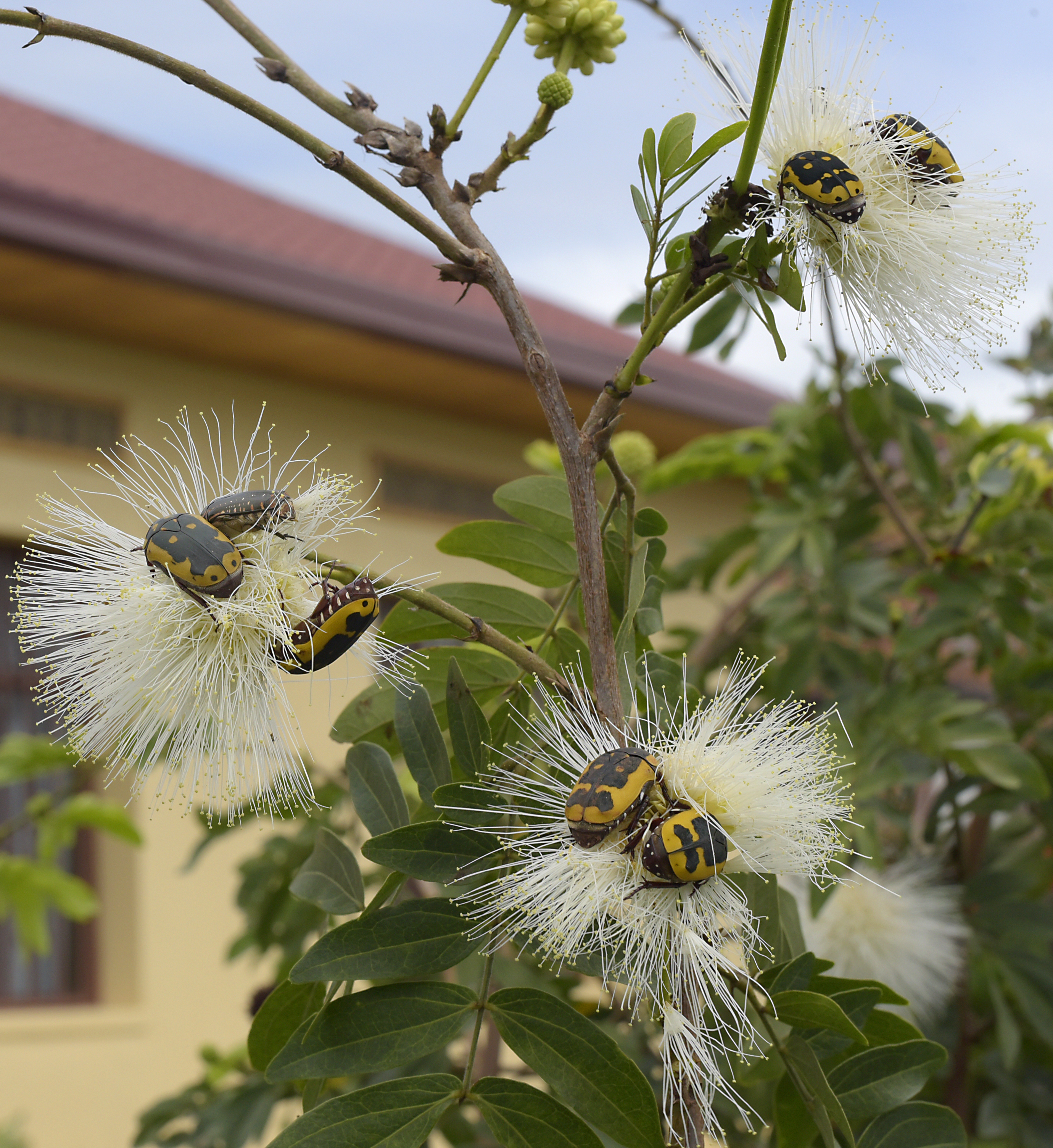
Cétoines noir et jaune au Rwanda

Pachnoda sinuata, la cétoine noir et jaune d'Afrique du Sud, est une espèce africaine d'insectes coléoptères de la famille des Scarabaeidae, de la sous-famille des Cetoniinae.

## Description
Les adultes mesurent 25 mm.

## Régime alimentaire
Comme chez les autres cétoines, la larve de Pachnoda sinuata vit dans le bois-mort (terreau ou bois décomposé). Les adultes se nourrissent de matière végétale (pollens, fruits).

## Sous-espèces
- Pachnoda sinuata calceata Harold, 1878
- Pachnoda sinuata flaviventris (Gory & Percheron, 1833)
- Pachnoda sinuata machadoi Rigout, 1989
- Pachnoda sinuata nicolae Rigout, 1986
- Pachnoda sinuata sinuata (Fabricius, 1775)[1]

## Synonymie
- Cetonia sinuata Fabricius, 1775
- Scarabaeus sinuosa Gmelin, 1790

## Zoo
- La Ménagerie du Jardin des plantes détient un petit groupe de spécimens.

## Galerie

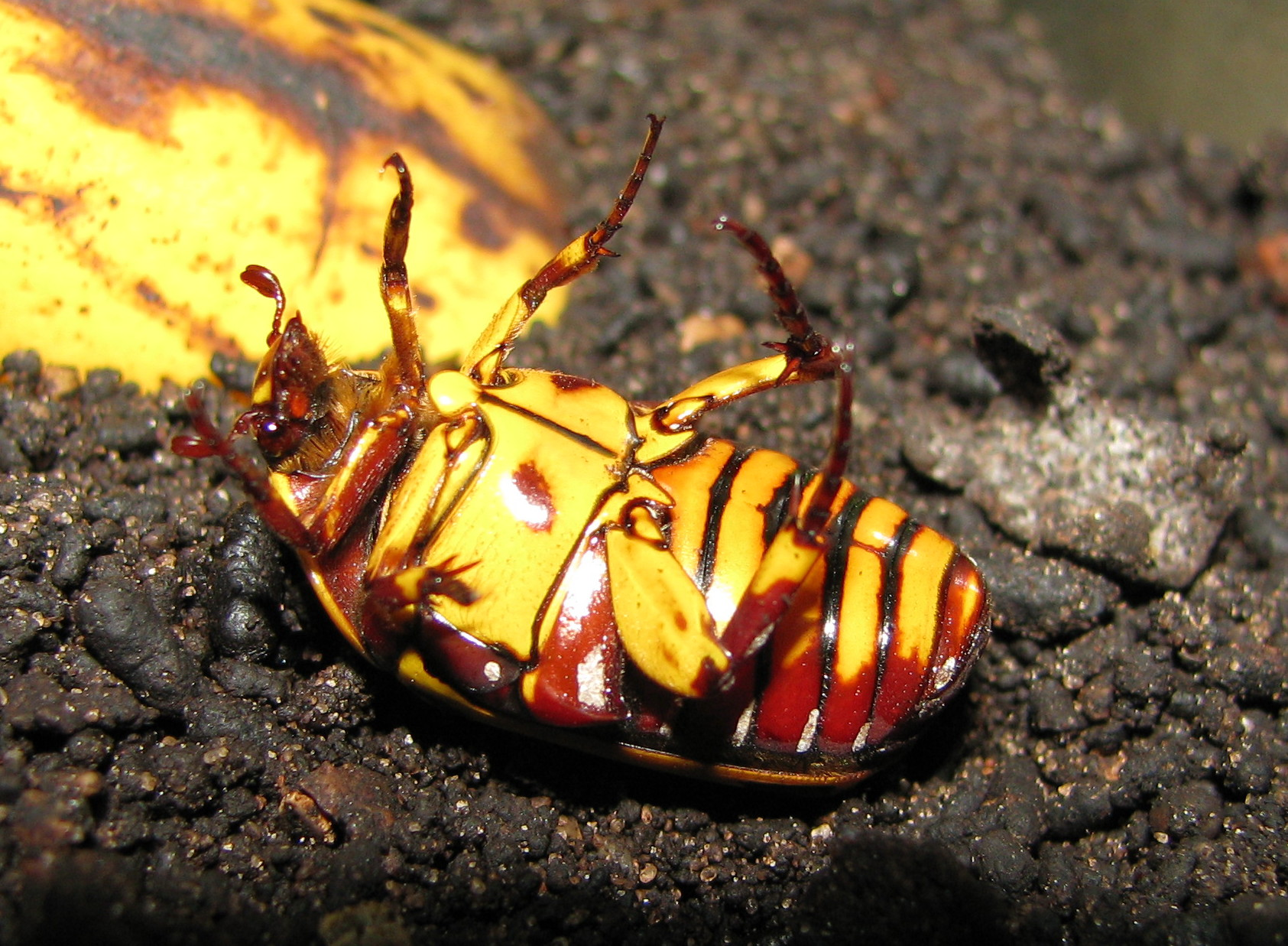
Vue ventrale
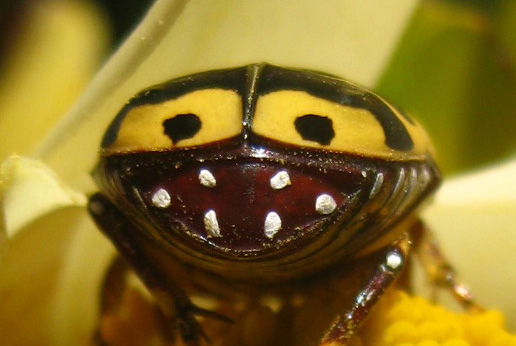
Pygidium
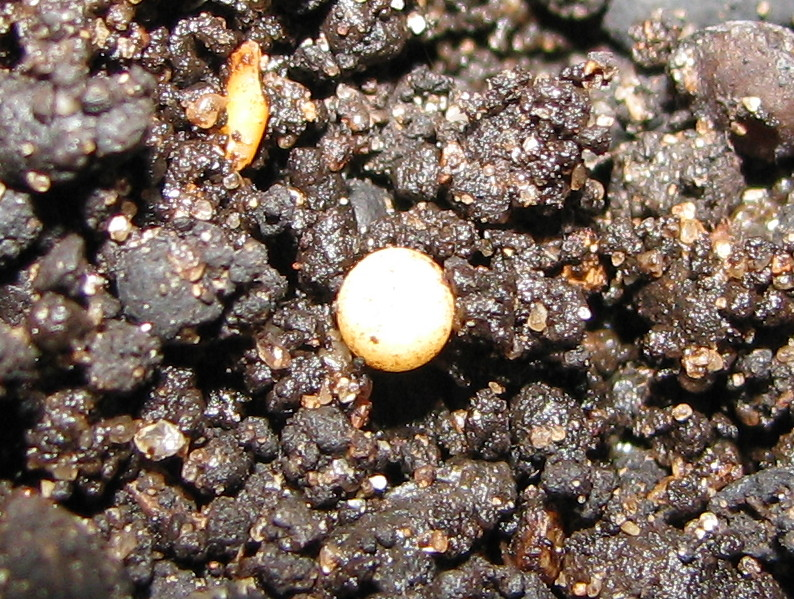
œuf
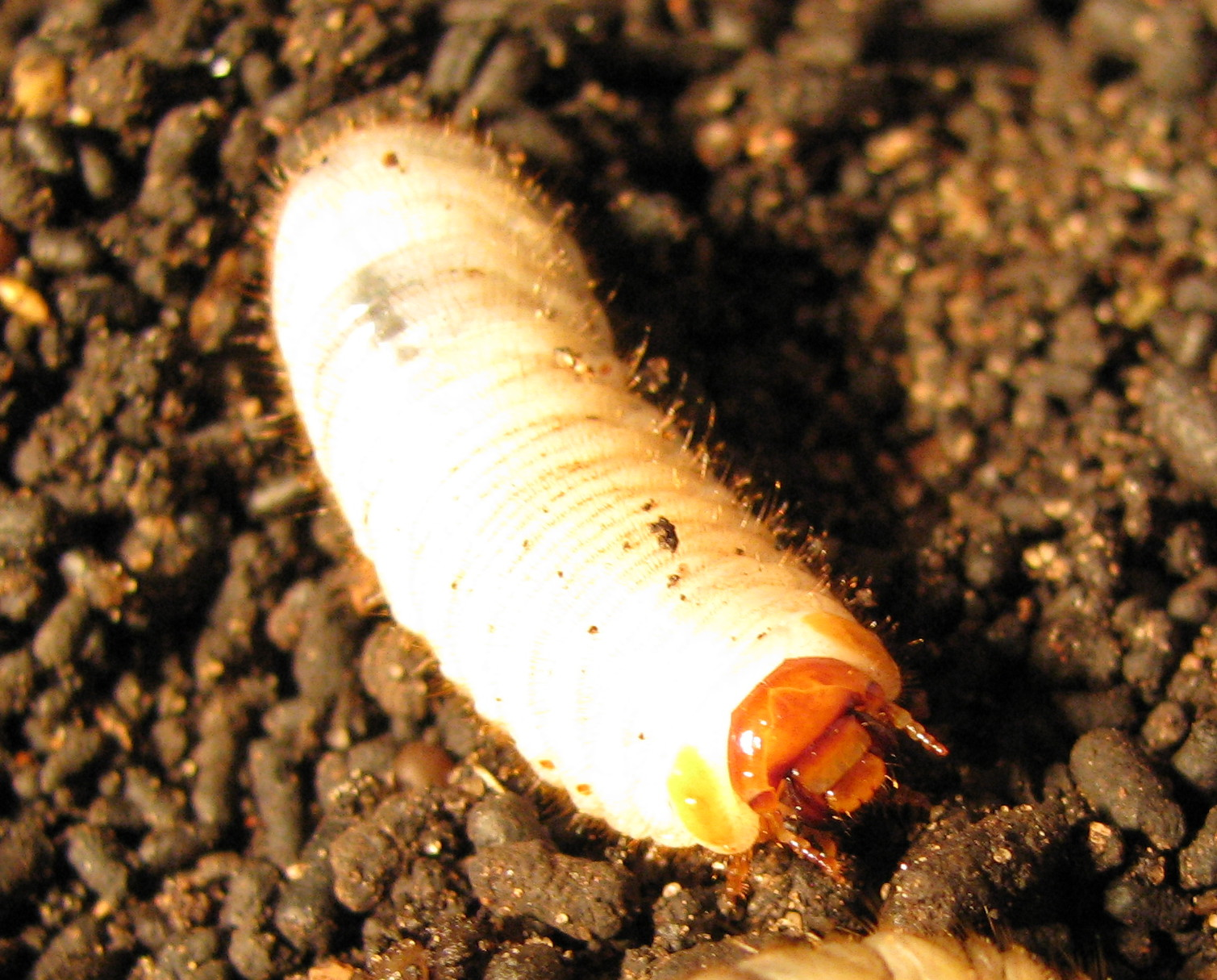
Larve
Nymphe
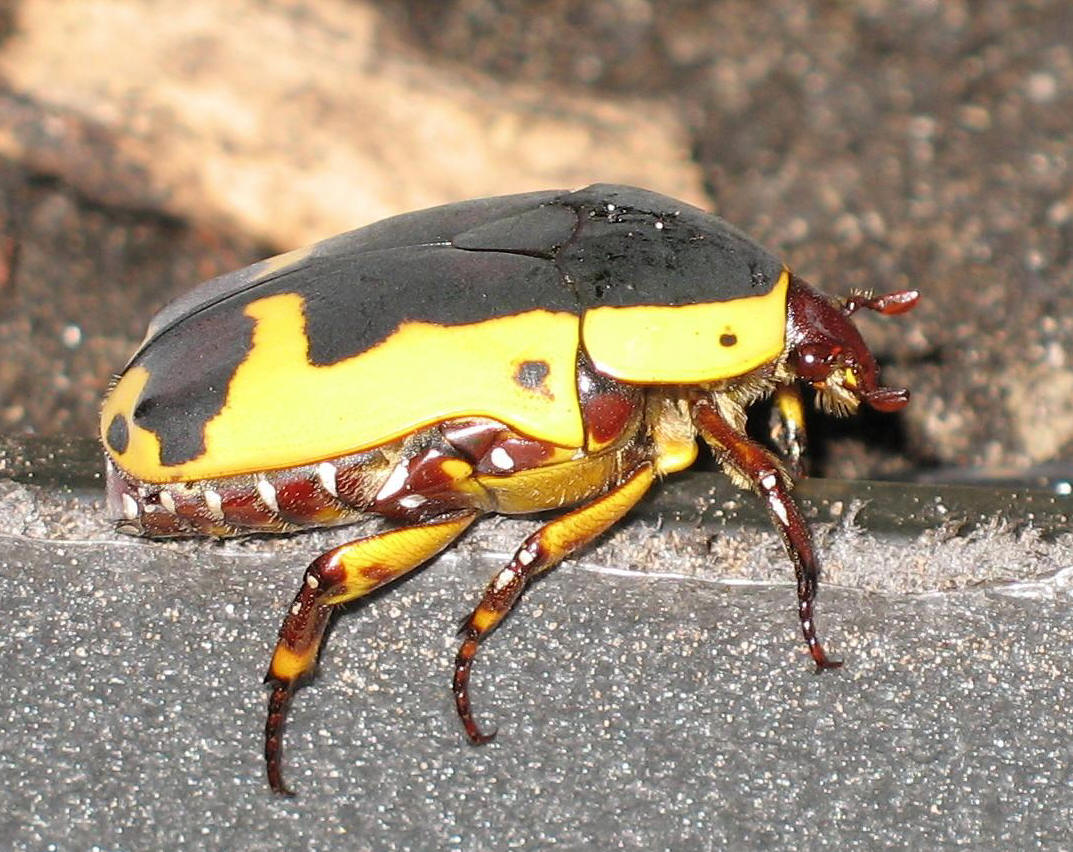
Adulte ou imago